# NGC 2824
NGC 2824 é uma galáxia lenticular (S0) localizada na direcção da constelação de Cancer. Possui uma declinação de +26° 16' 13" e uma ascensão recta de 9 horas, 19 minutos e 02,3 segundos.
A galáxia NGC 2824 foi descoberta em 30 de Abril de 1864 por Heinrich Louis d'Arrest.